# Samragyee Rajya Laxmi Shah
Samragyee Rajya Laxmi Shah (Birganj, 18 novembre 1995) è una modella e attrice nepalese che lavora prevalentemente nel cinema nepalese. Ha ricevuto diversi premi, tra cui un NEFTA Film Awards e diversi NFDC National Film Award.

Ha recitato in numerosi film nepalesi, tra cui A Mero Hajur 2 (2017), Intu Mintu Londonma (2018) e Rato Tika Nidharma (2019). Shah ha debuttato come attrice nel film romantico del 2016 Dreams, che è diventato un successo commerciale facendole ottenere diversi premi per la sua interpretazione. Dopo essere stata scelta per il progetto di regia di Ashok Sharma intitolato Rato Tika Nidharma (2019) e aver pagato 1.6 milioni di rupie nepalesi (NPR), Shah è l'attrice più pagata dell'industria cinematografica nepalese. È anche imparentata con la famiglia reale nepalese.

## Biografia

### Infanzia e vita personale
Shah è nata il 18 novembre 1995 a Birganj in Nepal, da Neha Rajya Laxmi Shah e Mahesh Bikram Shah. Samragyee Rajya Laxmi Shah è imparentata con la famiglia reale nepalese attraverso il nonno Pashupati Bikram Shah. Secondo Anand Nepal di Nepali Actress:
(Anand Nepal)
Shah ha frequentato la scuola secondaria superiore di San Saverio a Birganj in Nepal, dalla prima alla terza media. Ha continuato i suoi studi alla Sai Baba School di Nuova Delhi in India. Dopo aver completato la sesta classe, ha frequentato la Royal Academy of India a Katmandu.
Shah frequenta Devanksh SJB Rana dal 2018. Nel 2017 Shah è stata inclusa nella lista delle "Top 10 donne e uomini dell'anno" pubblicata dalla rivista settimanale Kantipur Saptahik, pubblicazione gemella di Kantipur, dove si è classificata in decima posizione.

### Carriera

#### 2014: Modella
Nel 2014, Shah è stata la seconda classificata al concorso di moda Face of Classic Diamond Jewellers, ricevendo un premio di 25 000 NPR in contanti. La modella nepalese Asmi Shrestha ha vinto l'evento e l'attrice e modella nepalese Paramita Rajya Laxmi Rana è stata la prima a classificarsi al secondo posto. Dopo la competizione, Shah è apparsa sulla copertina della rivista M&S VMAG dove è stata pubblicata anche un’intervistata, in cui ha rivelato il suo desiderio di diventare una modella, di aver migliorato l’autostima e di sentirsi "più bella e sicura di sé come persona". Secondo Shah, il concorso di moda ha aumentato la sua popolarità e il suo riconoscimento, l'ha aiutata ad affinare le sue abilità come modella, ha aumentato la sua fiducia e le ha fatto "capire che c'è ancora così tanto da imparare come modella", il che l'ha incoraggiata a "lavorare duramente ogni giorno".

#### 2016–2017: Debutto cinematografico e successo commerciale

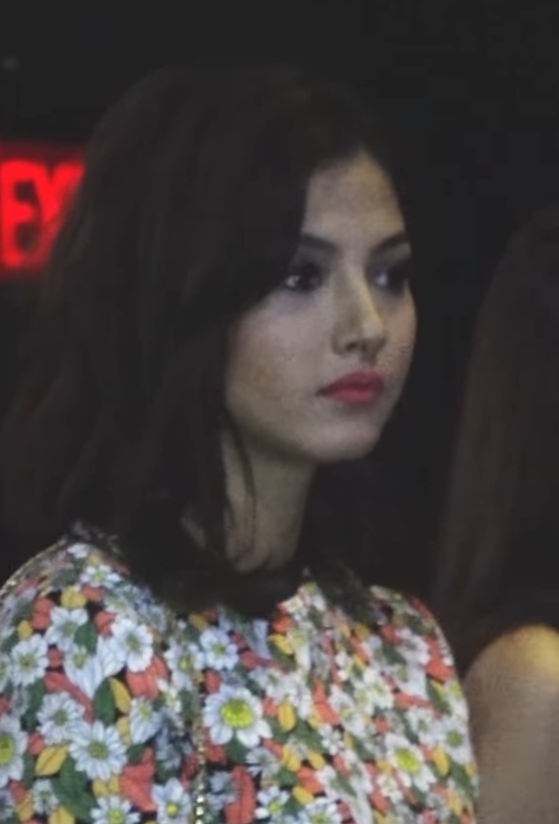
Shah nel 2017

Nel 2016, Shah ha debuttato come attrice cinematografica nel film romantico di Bhuwan K.C. Dreams, dove ha recitato insieme ad Anmol K.C. e Sandhya K.C. Nel film, Shah ha interpretato Kavya, l'interesse amoroso di Aveer. La sua performance ha ricevuto risposte contrastanti da parte della critica. The Himalayan Times ha osservato, "Anmol e Shah non sono all’altezza della loro recitazione. Dalla consegna dei dialoghi alla recitazione, non sono naturali, soprattutto nelle scene serie. [...] La recitazione di Shah è accettabile quando è lei stessa in una compostezza informale, ma quando le emozioni entrano in gioco è strana". In un'intervista, Shah ha rivelato che è stata selezionata tra 26 ragazze per recitare nel film. Il film divenne un successo al botteghino, guadagnando 17 milioni di NPR nei suoi primi due giorni di uscita e 50 milioni di NPR nella sua prima settimana. In un'intervista al sito Movie Mandu, il produttore del film Bhuwan K.C. ha dichiarato: "Dal suo primo film di debutto è stata in grado di conquistare il cuore di 3 generazioni di nepalesi". Successivamente, Shah ha vinto il premio come miglior attrice debuttante ai Dcine Awards, Kamana Film Awards, National Film Awards e NEFTA Film Awards.
Nel 2017, Shah ha interpretato il ruolo principale nel film di debutto alla regia di Jharana Thapa, A Mero Hajur 2. Shah ha recitato insieme a Salon Basnet e Salin Man Bania nel suo debutto come attore. Nel film ha interpretato Maya, che si innamora di qualcuno che aveva una cotta per lei quando era più giovane. Il film ha stabilito un record per il più alto incasso di un solo giorno in Nepal, incassando 16,2 milioni di NPR. Sandhya Ghimire di Online Khabar ha scritto: "Il film fa ridere il pubblico mentre ci relazioniamo con le cose sciocchezze che abbiamo fatto per attirare l'attenzione delle nostre cotte a scuola. Mentre la storia si svolge, veniamo trasportati in un viaggio che ci fa tornare ai bei tempi della scuola e una moltitudine di ondate di nostalgia ci travolgono". La performance di Shah l'ha portata ad essere nominata per il suo secondo National Film Award.

#### 2018
Nel 2018, Shah è apparsa in quattro film nepalesi, tra cui Mangalam, Timi Sanga, Kaira e Intu Mintu Londonma. In Mangalam ha fatto un'apparizione cameo come psichiatra. In Timi Sanga di Shishir Rana, Shah è apparsa nel ruolo principale come nepalese non residente (NRN). Mentre il film è stato criticato per la sua rappresentazione stereotipata della comunità LGBTIQ, la performance di Shah è stata elogiata dalla critica. Shashwat Pant di Online Khabar ha scritto: "Samragyee Shah, la preferita dai fan, sembra essere naturale a svolgere il ruolo di una NRN. Recitando come protagonista nel suo terzo film, ha fatto molta strada dal suo film d'esordio Dreams. Il suo atteggiamento si distingue nel film insieme alla sua recitazione in alcune delle scene emotive".
In Kaira, Shah è apparsa nel ruolo principale insieme all'attore Aaryan Sigdel. Il film è stato commercialmente infruttuoso, guadagnando solo 9.6 milioni di NPR il suo secondo giorno, ricevendo recensioni contrastanti da parte della critica. La performance di Shah è stata elogiata dalla critica. Secondo Online Khabar, "Una cosa buona che si distingue nel film è la recitazione. Essa mostra quanto gli attori hanno lavorato per ottenere il loro ruolo. Shah è brava e lo è anche [sic] Kaira. La sua recitazione è buona, soprattutto nelle scene emotive in cui è in equilibrio e naturale. [Il recensore] non pensava che Samragyee avesse avuto in lei un ruolo così emotivo".
In Intu Mintu Londonma, debutto alla regia della coreografa Renasha Bantawa Rai, Shah ha interpretato il ruolo di Mintu, che si innamora inconsapevolmente della sua amica Intu. La performance di Shah ha ricevuto risposte contrastanti da parte della critica. Shashwat Pant di Online Khabar ha scritto: "Samragyee Shah che interpreta sempre lo stesso tipo di ruoli non offre nulla di nuovo in questo film. Ma si inserisce bene nel film e ha recitato bene. Le sue scene emotive stanno migliorando ad ogni film che interpreta". Aditya Neupane di República ha scritto: "La qualità delle immagini, la selezione delle location, il design del set e del guardaroba sono comparativamente superiori agli attuali film nepalesi tradizionali. Ma è in ritardo nel reparto storia". Il film è diventato un enorme successo al botteghino, raccogliendo 20 milioni di NPR al suo secondo giorno. Il 30 marzo 2018, Shah ha ricevuto il premio "Stella dell'anno" ai FAAN Awards. È stata premiata insieme al collega attore Pradeep Khadka dal primo ministro del Nepal, Khadga Prasad Sharma Oli.

#### 2019
Nel 2019, Shah ha lavorato al film Maruni, recitando accanto a Puspa Khadka e Rebika Gurung. L'11 giugno 2019, il film ha pubblicato la title track, Jaam Na Maya Jaam, con Shah e Pushpa Khadkha. Il film è stato pubblicato il 30 agosto 2019, insieme al thriller d'azione indiano Saaho. I critici cinematografici hanno elogiato Shah per il suo diverso ruolo in Maruni. Maruni non è riuscito a impressionare il pubblico e il box office.
Dopo che Ashok Sharma ha annunciato il suo successivo progetto registico, Rato Tika Nidharma, Shah ha ricevuto 1.6 milioni di NPR per il suo ruolo, facendone l'attrice più pagata del cinema nepalese. Shah è apparsa insieme a Neeta Dhungana e Ankit Sharma nel suo debutto come attrice. In precedenza, l'attrice Jassita Gurung era stata considerata per il ruolo, ma Gurung ha lasciato il progetto per motivi non resi noti dopo che Shah l'ha sostituita nel ruolo principale nel film. Rato Tika Nidharma è stato pubblicato il 27 settembre 2019, in occasione del Dashain, il festival indù del Nepal. Il film è stato un fallimento al botteghino, dove ha guadagnato approssimativamente solo 7 milioni di NPR. Sunny Mahat del The Annapurna Express ha criticato la performance di Shah per non essere in grado di parlare correttamente la lingua nepalese.

## Filmografia
- Dreams, regia di Diwakar Bhattarai (2016)
- A Mero Hajur 2, regia di Jharana Thapa (2017)
- Mangalam, regia di Nawal Nepal (2018)
- Timi Sanga, regia di Shishir Rana (2018)
- Kaira, regia di Laxman Rijal (2018)
- Intu Mintu Londonma, regia di Renasha Bantawa Rai (2018)
- Maruni, regia di Nawal Nepal (2019)
- Rato Tika Nidharma, regia di Ashok Sharma (2019)

## Premi e nomination
| Anno | Premio                   | Categoria                               | Film                | Risultato       |
| ---- | ------------------------ | --------------------------------------- | ------------------- | --------------- |
| 2016 | NEFTA Film Awards        | Miglior attore esordiente (femminile)   | Dreams              | Vincitore/trice |
| 2016 | NFDC National Film Award | Miglior attore esordiente (femminile)   | Dreams              | Vincitore/trice |
| 2016 | Kamana Film Award        | Miglior attore esordiente (femminile)   | Dreams              | Vincitore/trice |
| 2016 | Dcine Award              | Miglior attore esordiente (femminile)   | Dreams              | Vincitore/trice |
| 2017 | NFDC National Film Award | Miglior attore protagonista (femminile) | A Mero Hajur 2      | Candidato/a     |
| 2018 | Dcine Award              | Miglior attore protagonista (femminile) | Kaira               | Candidato/a     |
| 2018 | FAAN Awards              | Stella dell’anno                        | Intu Mintu Londonma | Vincitore/trice |